# جبل كريلون
جبل كريون هو قمة عالية من سلسلة جبال فيرويذر، الجزء الجنوبي من جبال سينت إلياس. تقع جنوب شرق جبل فيرويذر، في الرعن بين خليج ألاسكا وخليج غلاسير. ضمن خليج ومحمية غليسر الوطنية. تم تسمية القمة على اسم فيليكس فرانسوا دوروثي دي بريتون، من قبل صديقه المستكشف الفرنسي جان فرانسوا دي جالوب دي لا بيروس.

## الموقع
يقع جبل كريون على بعد حوالي 20 ميلاً (32 كم) جنوب شرق جبل فيرويذر. يقع بالقرب من الطرف الجنوبي لسلسلة جبال فيرويذر، مع قمة واحدة فقط يبلغ ارتفاعها 10000 قدم (3050 مترًا)، وهي جبل لا بيروس، الواقع جنوبها. تقع على بعد 10 أميال (16 كم) شرق رأس خليج ليتويا، وهو مدخل صغير لخليج ألاسكا، والذي يعد في حد ذاته جزءًا من المحيط الهادئ. تتدفق أنهار كريون الجليدية الشمالية والجنوبية غربًا من القمة باتجاه خليج ليتويا. يتدفق نهر لا بروس الجليدي جنوبًا من القمة. يشكل الجانب الشمالي من القمة رأس الفرع الجنوبي لنهر جونز هوبكنز الجليدي، الذي يصب في مدخل جونز هوبكنز، قبالة خليج غلاسير. إلى الشرق من القمة يقع الحقل الجليدي الكبير الذي يشكل رأس نهر برادي الجليدي، أقصى جنوب الأنهار الجليدية الكبيرة في جبال سينت إلياس.

## السمات
إرتفاع جبل كريون 9000 قدم (2700 م) في أقل من 4 ميل (6.4 كم) على وجهيه الشمالي والغربي. ونظرًا لقربها من المحيط، فهي غالبًا ما تكون عرضة للطقس القاسي.

## التسلق
لا يتم تسلق جبل كريون بشكل متكرر، لأنه يمثل تحديًا كبيرًا لارتفاعه بسبب عزلته. كان الصعود الأول في عام 1934، بواسطة المستكشف برادفورد واشبورن في محاولته الثالثة، والمحرر القديم لمجلة جبال الألب الأمريكية إتش. آدامز كارتر. تسلقوا عبر التلال الشرقية فوق الهضبة، ووصلوا إلى القمة في 19 يوليو 1934.

## المناخ
استنادًا إلى تصنيف مناخ كوبن، يتمتع جبل كريون بمناخ شبه قطبي مع شتاء بارد ومثلج وصيف معتدل. يمكن أن تنخفض درجات الحرارة إلى أقل من -20 درجة مئوية مع عوامل تبريد الرياح أقل من -30 درجة مئوية. تصب مياه الأمطار والمياه الذائبة من الأنهار الجليدية في الخليج الجليدي وخليج ألاسكا.

## الروابط الخارجية
- Mount Crillon on Topozone
- Mount Crillon on bivouac.com
- A page on La Perouse